# Neafrapus boehmi
Neafrapus boehmi е вид птица от семейство Бързолетови (Apodidae).

## Разпространение
Видът е разпространен в Ангола, Замбия, Зимбабве, Демократична република Конго, Кения, Малави, Мозамбик, Намибия, Танзания и Южна Африка.